# Helhest
 For alternative betydninger, se Helhest (flertydig). (Se også artikler, som begynder med Helhest)
Helhesten var ifølge folketro en kirkevare og spøgelsesagtig, trebenet hest, der varsler død, sygdom og ulykke.
Den skal være et genfærd af en hest, der blev begravet levende under grundvolden eller på kirkegården ved en kirkes grundlæggelse. Ved Søllested kunne kirketårnet ifølge sagnet, ikke stå førend man begravede en ét år gammel hvid hest nedenunder.
Overleveringen sagde, at hvis man så den, var man sikker på, at enten en i familien, venner eller en selv ville dø inden for kort tid. Det var selve synet af hesten, der var det skæbnesvangre; så hvis man kunne høre en trebenet hest nærme sig (angiveligt let genkendeligt på lyden), så var det om at lukke øjnene og komme væk.